# 텔아비브 미술관
텔아비브 미술관(히브리어: מוזיאון תל אביב לאמנות)은 이스라엘 텔아비브에 있는 미술관이다. 이 미술관은 이스라엘과 전 세계의 현대 미술과 현대 미술을 보존하고 전시하는 데 전념하고 있다.